# فانزي
فانزي (بالفرنسية: Vanzay)‏ هي بلدية تقع في فرنسا في Canton of Lezay. يقدر عدد سكانها بـ 205 نسمة ومساحتها 11.4 كم2 وترتفع عن سطح البحر 131 متر.